# Ackerschott (Attendorn)

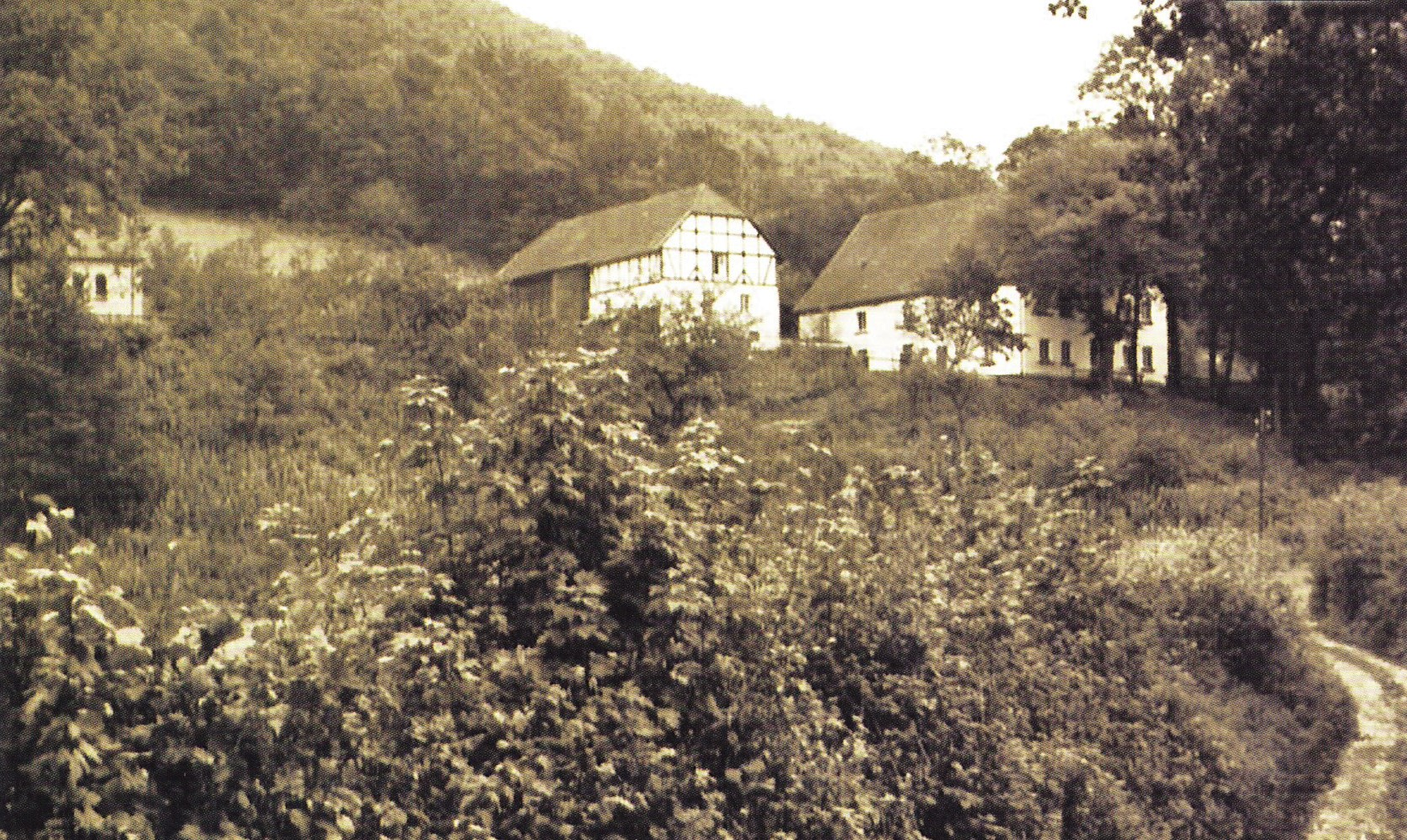
Der ehemalige Attendorner Wohnplatz Ackerschott

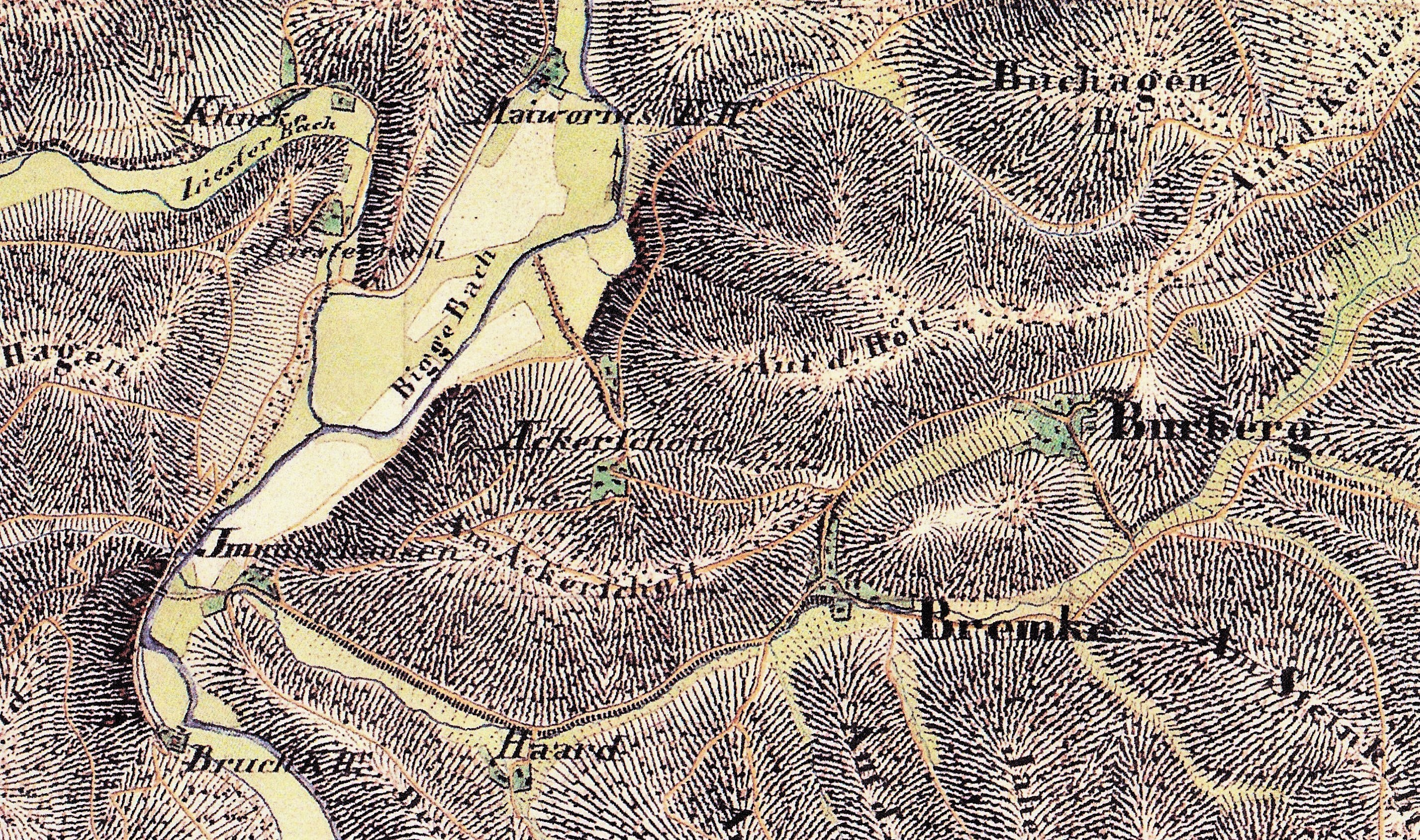
Lage von Ackerschott auf der Urkarte von 1836

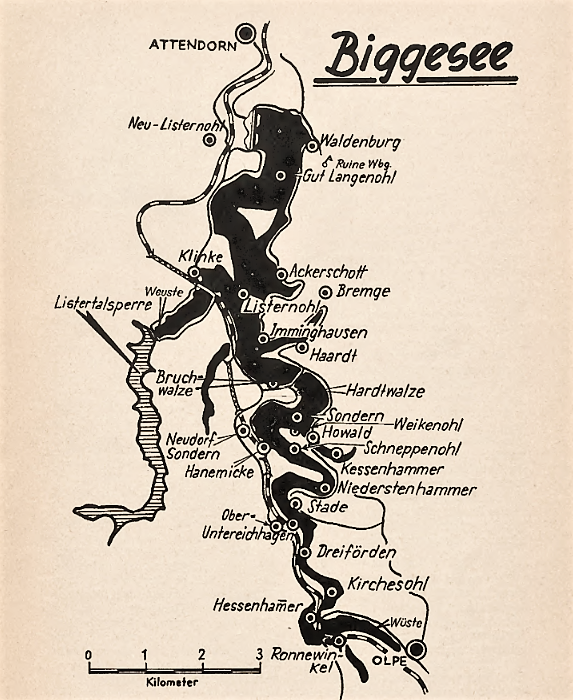
Karte der untergegangenen Orte im Biggesee

Ackerschott war ein Wohnplatz, der für den Bau der Biggetalsperre devastiert wurde. Ackerschott lag in Nordrhein-Westfalen im mittleren Biggetal zwischen Olpe und Attendorn.
Der Bau der Talsperre wurde schon vor dem Zweiten Weltkrieg beschlossen, musste aber für die Dauer des Krieges zurückgestellt werden. Etwa ab 1950 nahm man das Projekt wieder auf. 1965 war die Biggetalsperre fertiggestellt, so dass mit dem Einstau von Wasser begonnen werden konnte. Das Gebiet des ehemaligen Ortes liegt heute auf dem Grund der Talsperre im Bereich westlich von Bremge.

## Geschichte
Am östlichen Hang der Bigge gelegen, ca. 850 m östlich der Listermündung, wurde Ackerschott im Jahre 1396 erstmals urkundlich erwähnt. Am 5. Juli des Jahres belehnt Godart von Kobbenrode den Attendorner Bürger Odbert Voesseken mit diesem Hof. Im folgenden Jahr wird derselbe von Johan von Holdinghausen mit dem Gut belehnt. Beide Lehnsherren sowie Erenwert von Holdinghausen übertragen 1414 der Witwe Hynrich Vosken das Lehnsgut, bis eines ihrer Kinder mündig wird.
1461 wird der Attendorner Bürgermeister Gobel Bitter durch Ewert von Holdinghausen Lehnsinhaber. Am 3. Februar 1468 schenkt Godert von Kobbenrode sein Lehnrecht zu Ackerschott als Memorienstiftung dem Kloster Ewig. Nach dem Tode von Gobel Bitter vermacht seine Witwe Goddelif 1492 die Hälfte des Gutes dem Kloster.
Die zweite Hälfte verkaufen 1495 die Werler Bürger Herman Lilie und Wilhelm Pape, Schwäger der Goddelif, an das Kloster. Im Jahre 1496 erwirbt Clas Kalffsnacken gen. Maiworm käuflich vom Kloster den lehnrührigen Hof Ackerschott. Sein Sohn Johann Mayworm wird 1512 von Ewert von Holdinghausen damit belehnt. 1514 verkaufen Johann 1 Goldgulden aus seinem Drittel, 1515 sein Bruder Henneke Meyworm 2 Goldgulden jährlicher Rente aus seinem 3. Teil des Hofes an das Kloster.
Die Lautfolge chott in Ackerschott ist vermutlich auf mittelniederdeutsch kotte (kote), d. h. kleines oder niedriges Haus, Wohnhütte, zurückzuführen. Politisch gehörte Ackerschott ehemals zum Amt Waldenburg und im Gogericht und Kirchspiel Attendorn zur Bauerschaft Langenohl, zu der auch die umliegenden Orte Imminghausen, Maiwormshammer, Listernohl u. a. gehörten. Im Schatzungsregister von 1543 wird ein Jacob Ackerscheidt mit einer Abgabe von 1½ Goldgulden genannt. Im Register von 1565 wurde Ackerschott mit 2½ Goldgulden besteuert. 1554 bis 1602 wurden Bürgermeister Johan up dem Sacke, Herman Osthelden, Pater Marcus Borchardi, Bürgermeister Jorgans Johan und Conrad Wulf mit dem Hof belehnt.
1634 wird Hans Ackerschott mit dem Gut belehnt, 1641 Bernhard Ackerschott und 1689 dessen Sohn Johann. Mit ihm hatte das Kloster Ewig viel Ärger, bis es schließlich ihn und seine Familie vom Hof vertreiben ließ. Erst nach dem Absterben dieses früheren Lehnsmannes konnte am 30. März 1724 mit Kaspar Theodor Keseberg (1699–1763) die Neubelehnung erfolgen. An Pacht war damals an das Kloster jährlich zu entrichten: 20 Rtlr., für ein Viertel Wein 1 Rtlr.; weiter 1 feistes Schwein, 1 überjährigen Hammel, 40 Pfd. Butter oder 4 Rtlr., 8 Hühner, 2 Pfd. Wachs, 1½ Karre Holzkohlen, 4 Tage von Listernohl nach Ewig Heufahren oder 4 Rtlr., 2 Tage in der Ernte zu mähen. Nach der Aufhebung des Klosters 1803 verpachtet Friedrich Leopold von Fürstenberg am 10. Februar 1808 dem Johann Franz Keseberg (1780–1843) den Hof Ackerschott auf 12 Jahre gegen Zahlung eines Pachtgeldes von 20 Reichstaler.
Bis um 1830 gab es nur ein Gut in Ackerschott. Als ein Brand das Bauernhaus zerstörte, wurde das Gut geteilt und oben und unten jeweils ein neues Haus erbaut. Beiden Gutshäusern war aber keine lange Frist beschieden, da sie schon nach wenigen Jahrzehnten abbrannten. Nach dem Wiederaufbau wurde der oberste Hof von der Familie Keseberg 1883 an Karl Fernholz (1853–1928) aus Albringhausen verkauft. Dessen älteste Tochter später Albert Leowald aus Bremge heiratet. Dieser hat das Gut 1940 an den Ruhrtalsperrenverein verkauft und sich in Schermbeck neu angesiedelt.
Der unterste Hof gehörte den Eheleuten Franz Hitze; als diese kinderlos starben, verkaufte die Erbengemeinschaft 1879 das Gut für 12.000 Taler an Franz Josef Kühn, der bisher Besitzer des Junkeren Gutes in Bürberg gewesen war. Sein Sohn Johannes verunglückte 1925 während der Heuernte und blieb bis zu seinem Tode im Jahr 1930 gelähmt. Dessen Sohn Johannes Kühn übernahm den Hof und ging daran, ihn durch umfangreiche Um- und Neubauten zu modernisieren. Die alte baufällig gewordene Marienkapelle neben dem Gutshaus wurde um 1936 von der Familie Kühn, nach einem Plan des Düsseldorfer Kirchenbaumeisters Schneider, durch eine neue ersetzt. Als die Biggetalsperre gebaut werden sollte, sah sich die Familie zur Veräußerung des Hofes gezwungen, da der größte Teil der landwirtschaftlichen Flächen im zukünftigen Staugebiet lag. 1959 wurde der 270 Morgen umfassende Hof Ackerschott bis auf ein höher gelegenes Waldgebiet an den RTV verkauft und in Uentrop bei Arnsberg ein Ersatzhof erworben. Am 9. Mai 1961 verließ die Familie Kühn das Biggetal. Die Hofkapelle wurde originalgetreu in Uentrop wiedererrichtet.
Politisch gehörte Ackerschott ab 1819 im Amt Attendorn zur Gemeinde Attendorn-Land. Pfarrbezirk war ab 1919 die kath. Kirchengemeinde St. Augustinus in Listernohl. Die Kinder gingen ab Anfang des 19. Jahrhunderts zur Schule nach Bremge.  
Im Jahre 1936 gab es in Ackerschott 2 Wohnhäuser und 16 Einwohner. Das Adressbuch von 1956 führt die Namen „Eisenburger, Kebben (4), Kotthoff, Kühn (2), Nitsche und Vigener“. Umgesiedelt wurden 4 Familien mit 30 Personen (Stand: 9. November 1950).